# ميريت الحريري (ممثلة)
ميريت الحريري هي ممثلة مصرية وُلدت بمحافظة القاهرة في 17 مايو عام 1961، وتخرجت في قسم التاريخ بكلية الآداب من جامعة الإسكندرية، وهي ابنة الممثّل المصريّ الراحل عمر الحريري.

## مسيرتها الفنية
تخرجت ميريت الحريري من قسم التاريخ بكلية الآداب بجامعة الإسكندرية، ثُم اتجهت إلى التمثيل فالتحقت بعدد من ورش التمثيل مثل ورشة ورشة ستوديو الممثل حسام داغر في عام 2018، وورشة نقابة المهن التمثيلية في عام 2019 مما أهلها للمُشاركة بالتمثيل في عدد من الإعلانات التجارية ثُم جاءت بداية مسيرتها الفنية الحقيقية في عام 2020 عندما شاركت في مسلسل خيانة عهد، وتوالت بعد ذلك مُشاركاتها في عدد من المُسلسلات التليفزيونية كان من أبرزها مسلسل حرب أهلية، ومسلسل اللي مالوش كبير، كما شاركت في فيلم سينمائي وحيد بعنوان «حدث في 2 طلعت حرب». وترأس ميريت الحريري في الوقت الحالي جمعية لأبناء فناني مصر.

## أعمالها

### الأفلام
- حدث في 2 طلعت حرب: صدر في عام 2022.

### المسلسلات
- 2022 : النزوة.
- 2022 : المماليك.
- 2022 : طير بينا يا قلبي.
- 2021 : اللي مالوش كبير.
- 2021 : إلا أنا ج2.
- 2021 : حرب أهلية.
- 2021 : قصر النيل.
- 2021-2022 : قواعد الطلاق ال45.
- 2020 : أسود فاتح.
- 2020 : جمع سالم.
- 2020 : خيانة عهد.
- 2020 : شاهد عيان.
- 2020 : ليه لأ.
- 2020 : نمرة اتنين.
- 2020 : ونسني.

## روابط خارجية
- صفحة الممثلة على موقع قاعدة بيانات الأفلام العربية